# Zuzu és a Szupernuffok
A Zuzu és a Szupernuffok (eredeti cím: Zuzu & the SuperNuffs) ausztrál televíziós 2D-s számítógépes animációs sorozat, amelyet Amanda Brotchie és Justin Wight rendezett. Magyarországon a KidsCo adta le.

## Ismertető
Zuzu házában landol egészen véletlen Öt intergalaktikus nuff. Zuzu ezzel új barátokra is szert tesz és kezdetét veszi egy csodás űrbéli kalandnak. Zuzu hozzájuk áll a bundás és barátságos nuffokhoz. Besegít a Nuffoknak, hogy eltakarítsák a galaxisban levő homályos ködöt. Ez a köd a földlakók negatív gondolataiból jön létre és fenyegetést ad abban, hogy elárasztja az egész világűrt.

## Szereplők
- Zuzu – Egy lány, aki Sirius gyárában segít a munkában, egy nap felfedezi az Ohobokat és csatlakozik hozzájuk.
- Ed E – Zuzu segítőtársa, aki szintén összetart az ohobok-kal.
- Sirius – Egy bácsi, aki egy gyárban dolgozik.

## Epizódok
1. Te ohob vagy? (Are you a nuff?)
2. Splurkle harcosok (Spurkle Busters)
3. Nem túl Sirius barát ujj (A not so Sirius Party)
4. A nagy agy Gerber (The Great Mind Swapple)
5. Vesirius hegy (Mountain Vesirius)
6. Legyen élet! (Let There be Life!)
7. Egy régi Sirius történet (An Ancient Sirius Story)